# Radio Student
Radio Student prva je studentska radijska postaja u Hrvatskoj, koja odašilje od 31. listopada 1996. godine. Radio nije tržišno, ni dobitno usmjeren, već je prije svega okrenut civilnomu društvu i studentskoj populaciji. Smješten je na Fakultetu političkih znanosti i odašilje na području Zagreba na frekvenciji 100,5 MHz. Radio je dobio sva potrebna dopuštenja 24. rujna 1996., koje je dalo tadašnje Ministarstvo pomorstva, prometa i veza Republike Hrvatske.

## Povijest
Radio je počeo s radom 31. listopada 1996. pod nazivom Vaš radio. Opremu je donirao USAID. U početku je odašiljanje bilo dobroga dometa, s 10-metarskoga stupa i snage 350 W. Tada je prema koncesijskom ugovoru snaga smanjena na 50 W. Najprije je planirano da se postaja zove Krugovalna postaja Fakulteta političkih znanosti te nije postojala programska shema.  Početkom 1997. na mjesto glavne urednice došla je Marina Mučalo, govornim programom ravnao je Dubravko Barbarić, a postaja je promijenila ime u Radio Student.
Marinu Mučalo do 2001. nasljeđuje Ivan Ramljak. Krajem 90ih u eteru su Oliver Frljić, Mario Kovač, Ida Prester i Ivica Baričević. Godine 1998. odobreno je pojačanje snage odašiljača na 300 W, iako je stup ostao visine 6 metara do 2009. godine. Radio Student je početkom 2007. godine bila jedina radijska postaja u Hrvatskoj čiji se program mogao slušati i putem prijenosnih telefona te drugih uređaja. Tijekom studenog i prosinca 2017. zahvaljujući humanitarnoj kampanji, prikupljena su dostatna sredstva za postavljanje novog odašiljača. Zbog potresa u Zagrebu 2020. prostorije radija preseljene su u obližnju ulicu Škendera Fabkovića 1. Dana 14. kolovoza 2024. redakcijske prostorije teško su stradale u poplavi, kao i veći dio opreme te arhiva radija.[nedostaje izvor]

## Program
Program je usmjeren prema sveučilištarcima, ali i svim mladim ljudima koji cijene naobrazbu svake vrste. Dnevni program prati studentska događanja i vijesti, probleme mladih, zabavu i slično, a uključuje emisije o obrazovanju, kulturi, umjetnosti, znanosti, ekologiji, društvu, politici, itd. Vijesti uređuju sami studenti novinarstva. Glazba je vrlo raznovrsna i pokriva razne vrste, stilove i ukuse, s posebnim i svojevrstnim "one-man" emisijama u popodnevnim i večernjim satima.
Poznate emisije: Krtica (dnevna informativna emisija), Pressing (tjedni pregled aktualnih tuzemnih političkih zbivanja), Čačkalica (kulturna menza), Darkwood (kultura stripa), Crna rupa (o znanosti), Net FM (o računalnoj današnjici), Omnibus (film), Muskulfiber (šport), X-games (ekstremni šport), Meeting point (središnji dnevni studentski program).
Danas Radio Student proizvodi 18 govornih emisija:
A gdje su kitovi?, Frlji, Generalna proba, Homo Politicus, Inbox, Jutarnji program, Kulturizacija, Ludwine kronike, Muskulfiber, Oni nisu zvijezde, Pozitiva, Putokaz, Radio Gong, Retrovizor, Šamar, Studomat, Vijesti, Zdravo, te 14 glazbenih emisija: 3600 sekundi, Fade Out, Groove Site, Komodore64, Lap Steel in the Hour of Chaos, Mixtape Sessions, MXR, Šizoskop, Sound site, Supersonična emisija, Wave FM, Zion Radio, Zvučni zid, Zvuk sobice i Zvjezdoznanci.
Od 18. studenoga 2009. signal Radio Studenta moguće je uhvatiti i u najudaljenijim dijelovima Zagreba. Antena koja je od 1996. stajala na šest metara visokom krovu zgrade Fakulteta političkih znanosti premještena je na krov tzv. Zagrebtowera čija je visina 80 metara.

## Odašiljanje putem interneta
S obzirom na skromnu pokrivenost, Radio Student od samih početaka odašilje i putem interneta. Postoje video i audio prijenosi u Flash tehnologiji integriranoj u samoj web stranici radija. Već od 2005. nudi se i prijenos u suvremenim AAC i aacPlus formatima koji se izvode u suradnji s Hrvatskom akademskom istraživačkom mrežom - CARNet.

## Vanjske poveznice
- Službena stranica Radio Studenta (hrv.)